# Joaquín Pérez
Pour les articles homonymes, voir Pérez.
Joaquín Pérez de las Heras (né le 25 octobre 1936 à Ameca, mort le 20 mai 2011 à El Paso (Texas)) est un cavalier mexicain de saut d'obstacles.

## Carrière
Joaquín Pérez a représenté le Mexique lors de trois Jeux olympiques.
Aux Jeux olympiques d'été de 1968 à Mexico, il est 37e de l'épreuve individuelle avec Romeo et dixième de l'épreuve par équipe
Aux Jeux olympiques d'été de 1972 à Munich, il est 19e de l'épreuve individuelle avec Savando et quinzième de l'épreuve par équipe.
Aux Jeux olympiques d'été de 1980 à Moscou, il est médaille de bronze de l'épreuve individuelle avec Alymony. En compagnie de Jesús Gómez, Alberto Valdés Lacarra et Gerardo Tazzer, il est médaille de bronze de l'épreuve par équipe.
Il fut l'époux d'Elisa Pérez de las Heras, cavalière mexicaine de saut d'obstacles aux Jeux olympiques d'été de 1972 à Munich.